# Djibuti nos Jogos Olímpicos de Verão de 2024
Djibuti participou dos Jogos Olímpicos de Verão de 2024, realizados em Paris, na França. Foi a 11.ª aparição consecutiva do país nos Jogos Olímpicos de Verão desde a estreia em Los Angeles 1984.
Foi representado por sete atletas que competiram no atletismo, judô e natação, mas nenhum conquistou medalhas.

## Competidores
Esta foi a participação por modalidade nesta edição:
| Esporte   | Masculino | Feminino | Total |
| --------- | --------- | -------- | ----- |
| Atletismo | 3         | 1        | 4     |
| Judô      | 1         | 0        | 1     |
| Natação   | 1         | 1        | 2     |
| Total     | 5         | 2        | 7     |

## Desempenho

### Atletismo
- Q = Qualificado para a próxima fase
- q = Qualificado para a próxima fase como o perdedor mais rápido ou, em eventos de campo, pela posição sem atingir o alvo para qualificação
- N/A = Fase não aplicável para o evento
- Bye = Atleta não precisou disputar aquela fase

Masculino
Eventos de pista
| Atleta                 | Evento   | Baterias | Baterias | Final       | Final       | Ref.  |
| Atleta                 | Evento   | Tempo    | Pos.     | Tempo       | Pos.        | Ref.  |
| ---------------------- | -------- | -------- | -------- | ----------- | ----------- | ----- |
| Mohamed Ismail Ibrahim | 5000 m   | 13:57.47 | 15       | Não avançou | Não avançou | [ 5 ] |
| Abdi Waiss             | 5000 m   | 14:11.88 | 11       | Não avançou | Não avançou | [ 6 ] |
| Ibrahim Hassan         | Maratona | N/A      | N/A      | 2:09:31     | 14          | [ 7 ] |

Feminino
Eventos de pista
| Atleta              | Evento | Baterias | Baterias | Final       | Final       | Ref.  |
| Atleta              | Evento | Tempo    | Pos.     | Tempo       | Pos.        | Ref.  |
| ------------------- | ------ | -------- | -------- | ----------- | ----------- | ----- |
| Samiyah Hassan Nour | 5000 m | 15:13.63 | 15       | Não avançou | Não avançou | [ 8 ] |

### Judô
Masculino
| Atleta                  | Evento    | Primeira fase         | Oitavas              | Quartas              | Semifinais           | Repescagem           | Final / DB           | Final / DB | Ref.  |
| Atleta                  | Evento    | Adversário Resultado  | Adversário Resultado | Adversário Resultado | Adversário Resultado | Adversário Resultado | Adversário Resultado | Pos.       | Ref.  |
| ----------------------- | --------- | --------------------- | -------------------- | -------------------- | -------------------- | -------------------- | -------------------- | ---------- | ----- |
| Aden-Alexandre Houssein | Até 73 kg | BUL M Hristov D 00–10 | Não avançou          | Não avançou          | Não avançou          | Não avançou          | Não avançou          | =17        | [ 9 ] |

### Natação
Masculino
| Atleta                 | Evento     | Eliminatórias | Eliminatórias | Semifinal   | Semifinal   | Final       | Final       | Ref.   |
| Atleta                 | Evento     | Tempo         | Pos.          | Tempo       | Pos.        | Tempo       | Pos.        | Ref.   |
| ---------------------- | ---------- | ------------- | ------------- | ----------- | ----------- | ----------- | ----------- | ------ |
| Houmed Houssein Barkat | 50 m livre | 26.00         | 54            | Não avançou | Não avançou | Não avançou | Não avançou | [ 10 ] |

Feminino
| Atleta             | Evento     | Eliminatórias | Eliminatórias | Semifinal   | Semifinal   | Final       | Final       | Ref.   |
| Atleta             | Evento     | Tempo         | Pos.          | Tempo       | Pos.        | Tempo       | Pos.        | Ref.   |
| ------------------ | ---------- | ------------- | ------------- | ----------- | ----------- | ----------- | ----------- | ------ |
| Naima-Zahra Amison | 50 m livre | 33.65         | 75            | Não avançou | Não avançou | Não avançou | Não avançou | [ 11 ] |